# DG Canum Venaticorum
DG Canum Venaticorum är en dubbelstjärna i södra delen av stjärnbilden Jakthundarna. Den har en kombinerad skenbar magnitud av ca 12,02 och kräver ett teleskop för att kunna observeras. Baserat på parallaxmätning på ca 55,5 mas, beräknas den befinna sig på ett avstånd på ca 59 ljusår (ca 18 parsek) från solen. Den rör sig närmare solen med en heliocentrisk radialhastighet på ca -8 km/s.

## Egenskaper
Primärstjärnan DG Canum Venaticorum A är en röd dvärgstjärna i huvudserien av spektralklass M4.0 Ve med emissionslinjer i dess spektrum. Den har en massa som är ca 0,39 solmassa, en radie som är ca 0,26 solradie och har en effektiv temperatur av ca 3 300 K.
DG Canum Venaticorum är en dubbelstjärna, där paret år 2009 hade en vinkelseparation av 0,20 bågsekund vid en positionsvinkel av 285°, vilket motsvarar en fysisk separation på ca 3,6 AE. Följeslagaren är en mindre stjärna med en massa av ca 0,07 solmassa.

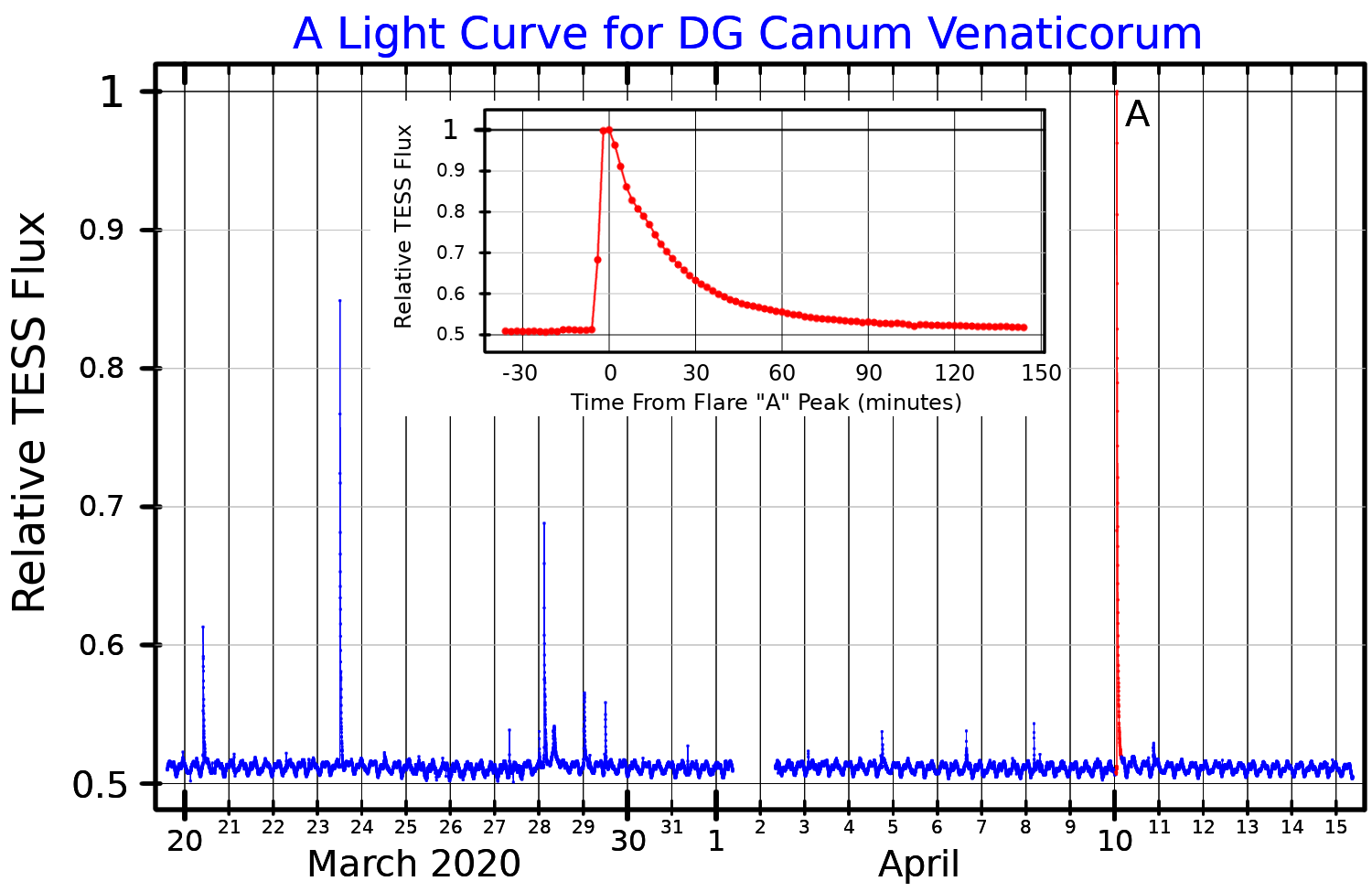
Ljuskurva för DG Canum Venaticorum, ritad från TESS-data Huvudplotten visar både de periodiska svängningarna med låg amplitud och flera fläckar. Infällt diagram visar den starkaste flare med en utökad tidsskala.

Minst en av stjärnorna är en typ av variabel som kallas en flarestjärna, vilket innebär att den genomgår korta ökningar av ljusstyrkan med slumpmässiga intervall. Den 23 april 2014 observerade Swiftsatelliten en superflarehändelse av gammastrålning som kom från stjärnans position. Det kan ha varit en av de mest ljusstarka sådana händelser som någonsin observerats från en röd dvärgstjärna. En sekundär radioflare observerades ett dygn senare.